# Muerte de Rayan Aourram
El 1 de febrero de 2022, el niño marroquí de cinco años Rayan Aourram (4 de julio de 2016 — 1 de febrero de 2022) (en lengua bereber:ⵕⴰⵢⴰⵏ ⴰⵡⵕⴰⵎ; en árabe: ريان أورام) cayó en un pozo seco de 32 metros de profundidad en la aldea de Ighran, en la comuna de Tamorot, provincia de Chauen, Marruecos. Los intentos de rescate se retrasaron por la estrechez del pozo y la fragilidad del terreno. Se cavó una zanja separada para acceder al fondo del pozo, aunque cuando los rescatistas llegaron a Aourram el 5 de febrero se descubrió que había muerto.

## Accidente y rescate
Mientras jugaba en el exterior el 1 de febrero de 2022, Rayan Aourram, de cinco años, cayó a un pozo seco en el pueblo de Ighran en la provincia de Chauen, Marruecos. El padre de Aourram estaba trabajando cerca y había estado reparando el pozo. Su familia vio pequeñas huellas cerca del pozo y escuchó su voz. Mediante el uso de una linterna y la cámara de un teléfono móvil que enviaron, la familia confirmó que Aourram estaba dentro del pozo e informó a las autoridades locales. Los métodos tradicionales de rescate fallaron, informaron las autoridades provinciales de Chauen. Al día siguiente, los voluntarios intentaron llegar a Aourram bajando por el pozo. El pozo tenía 45 centímetros de ancho en la parte superior y se vuelve más estrecho a medida que desciende, por lo que el rescate directo era imposible. A pesar de esto, se confirmó que Aourram todavía estaba vivo. Las autoridades trajeron maquinaria pesada, incluidas excavadoras, y comenzaron a cavar una zanja al costado del pozo. Se bajó agua, comida y oxígeno, así como una cámara para monitorear el estado del niño.
El 3 de febrero, se introdujo una cámara en el pozo y se determinó que aunque Aourram sufría heridas leves en la cabeza, estaba consciente. El equipo de rescate continuó cavando al costado del pozo; el plan era excavar verticalmente al mismo nivel que Aourram y luego comenzar a excavar horizontalmente. Cavaron con cuidado, deteniéndose a veces para garantizar la seguridad y evitar un derrumbe. Un equipo médico, que incluía una ambulancia y un helicóptero de la Gendarmería Real de Marruecos, fueron enviados al lugar. Los excavadores alcanzaron el nivel de Aourram el 4 de febrero y comenzaron la tarea más delicada de excavar horizontalmente con herramientas manuales y técnicas para evitar la vibración del suelo circundante. El 5 de febrero, el cuarto día desde la caída de Aourram, una roca que bloqueaba el túnel provocó un retraso de tres horas en el intento de rescate. Se colocaron grandes tuberías para asegurar el túnel.  Un jefe de rescate dijo que no era posible determinar la condición de Aourram y que los funcionarios no estaban seguros de si todavía estaba vivo. Cuando los rescatistas llegaron a Aourram ese día, descubrieron que había muerto; una declaración real hecha poco después de su extracción anunció su muerte, y el rey Mohammed VI llamó a los padres de Aourram para dar sus condolencias.